# Sól

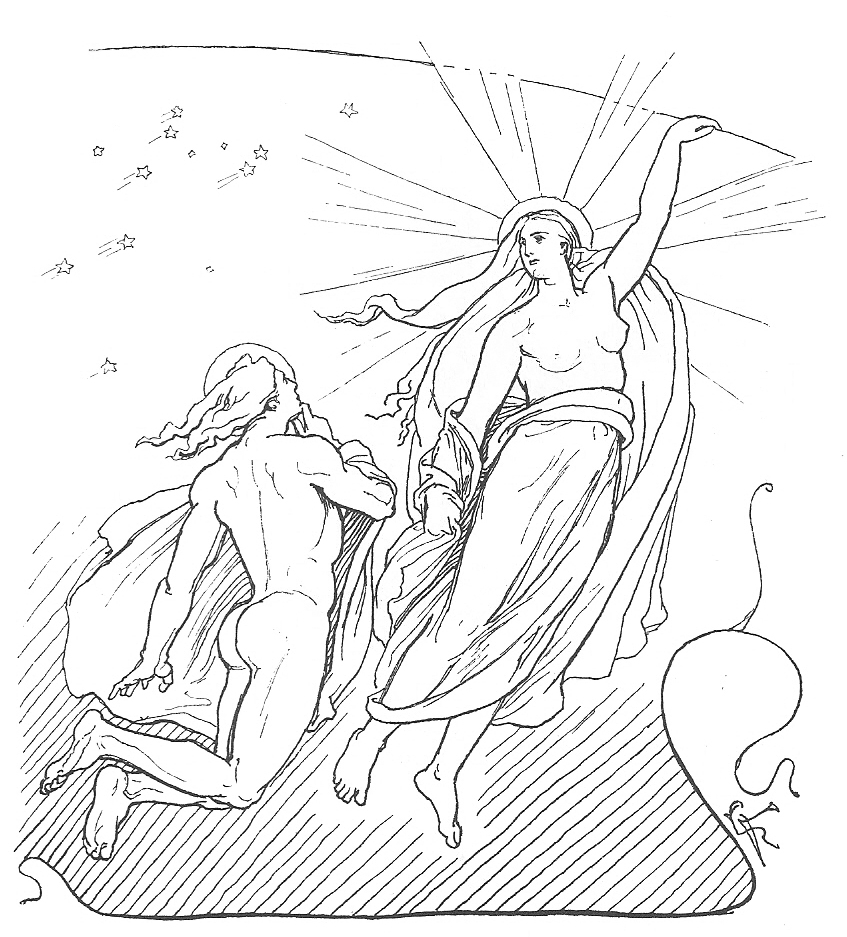
Rappresentazione di Máni e Sól di Lorenz Frølich, 1895

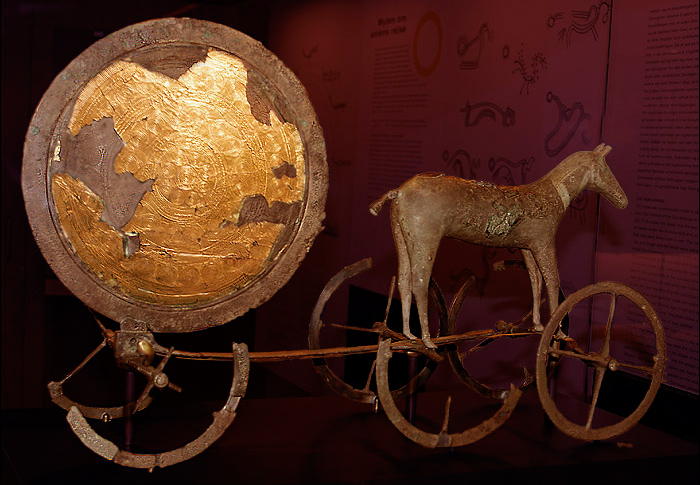
Il carro solare di Trundholm

Sól era, nella mitologia norrena, la dea del Sole, figlia di Mundilfœri e moglie di Glenr.
Ogni giorno, Sól guida attraverso il cielo il suo carro, tirato da due cavalli, Árvakr e Alsviðr.
Così se ne parla nel Gylfaginning, la prima parte dell'Edda in prosa basso-medievale di Snorri Sturluson (circa 1220 d.C.), nel canto 11:
(Snorri Sturluson - Edda in prosa - Gylfaginning XI - Traduzione di Stefano Mazza)
Poco prima del Ragnarǫk e dopo il Fimbulvetr, Sól sarà raggiunta da Skǫll, un lupo, che la divorerà. Con questo mito i popoli nordici giustificavano le eclissi solari: infatti si credeva che accadessero quando il lupo era molto vicino a catturarla. Dopo la fine del mondo, Sól sarà sostituita dalla figlia.
Sól era chiamata anche Sunna e Sunne, e inoltre Frau Sunne (Signora del Sole); da questi nomi deriva la parola sun in inglese, e la parola die Sonne in tedesco, che significano "sole" (in lingua tedesca il termine ha mantenuto il genere femminile). Un suo epiteto era Álfröðull ("gloria degli elfi")